# Arabella Pott
Arabella Pott is een personage uit de Vlaamse stripreeks Jommeke. Zij is de huishoudster van Mic Mac Jampudding en een vriendin van Jommeke. 

## Omschrijving
Arabella Pott, meestal gewoon Arabella genoemd, is de huishoudster op het kasteel van Mic Mac Jampudding in Schotland. Als personeelslid van Jampudding draagt zij de kleuren van zijn clan. Haar bloes bestaat uit de blauwe en rode ruiten met gele strepen. Verder draagt zij steeds een lange zwarte rok en hakschoenen. Haar haar zit verborgen achter een witte sluier. Pas in album 185 wordt duidelijk dat zij net als haar meester ros is. Arabella is een grote slanke vrouw. Opvallend is haar lange neus. Zij heeft steeds een grote paraplu bij zich. Zij heeft die van haar grootmoeder gekregen.
Arabella is een trouwe huishoudster van Jampudding en steunt hem ook in kwade dagen. Enkele keren zal ze hem toch verlaten, maar op het einde van het avontuur keert ze steeds naar hem terug. Hoewel hun relatie op een liefdesrelatie lijkt, blijven ze steeds meester en meid. Jampudding is gek op haar omdat zij de enige is die zo goed zijn favoriete gerecht kan klaarmaken, pudding met jam.
Arabella blijkt via een verre voorouder verwant te zijn met de koningsfamilie op een eiland in de Grote Oceaan, maar haar titel van prinses draagt ze enkel in dat album. Doorheen de reeks blijkt dat Arabella nauwelijks of geen loon van Jampudding krijgt. In twee albums slaagt ze er evenwel in om fortuin te maken. Toch blijft ze daarna meid en komt haar fortuin niet meer ter sprake.

## Albums
Arabella Pott komt voor in volgende albums : Het Jampuddingspook, De verloren zoon, De zeven snuifdozen, De vliegende ton, Prinses Pott, ...